# Witold Majewski (piłkarz)
Witold Majewski (ur. 4 września 1930 w Sosnowcu, zm. 4 października 2005 tamże), polski piłkarz grający na pozycji pomocnika lub napastnika, hokeista, tenisista, trener piłkarski, radny miasta Sosnowiec.

## Kariera piłkarska
Od 1945 był piłkarzem Robotniczego Klubu Sportowego (później RKU Sosnowiec). Jedyny piłkarz sosnowieckiego klubu, który występował w nim pod wszelkimi nazwami, którymi posługiwał się klub podczas przekształceń: RKS, RKU, Unia, Metal, Stal i Zagłębie. W 1949 r. jako zawodnik RKU awansował z drużyną do II ligi. W 1952 r. występował w Stali Wrocław. W 1953 powrócił do macierzystego klubu z Sosnowca. Rok później świętował ze Stalą awans do I ligi, a w kolejnym roku wicemistrzostwo Polski. W następnych latach lista trofeów się powiększała: dwa Puchary Polski 1962 i 1963, wicemistrzostwo Polski 1964 i 1967, brązowy medal mistrzostw Polski 1963 i 1965. Był wieloletnim kapitanem zespołu, w najwyższej klasie rozgrywkowej rozegrał 208 spotkań. Karierę w Polsce zakończył w 1966. W 1967 wyjechał do Stanów Zjednoczonych i m.in. występował w polonijnych Orłach Chicago. Do Polski wrócił w 1969.

### Statystyki piłkarskie
W I lidze rozegrał 208 meczów i zdobył 12 goli jako zawodnik Stali i Zagłębia Sosnowiec.
| Sezon     | Klub               | Liga          | Mecze | Gole | Uwagi                  |
| --------- | ------------------ | ------------- | ----- | ---- | ---------------------- |
| 1950      | Stal Sosnowiec     | II liga       | 16    | 5    |                        |
| 1950/1951 | Stal Sosnowiec     | Puchar Polski | 1     | 1    | półfinał               |
| 1951      | Stal Sosnowiec     | II liga       | ?     | 3    |                        |
| 1952      | Stal Wrocław       | II liga       | 1     | 0    |                        |
| 1953      | Stal Sosnowiec     | II liga       | ?     | 3    |                        |
| 1953/1954 | Stal Sosnowiec     | Puchar Polski | ?     | 2    | półfinał               |
| 1954      | Stal Sosnowiec     | II liga       | 20    | 4    | awans do I ligi        |
| 1954/1955 | Stal Sosnowiec     | Puchar Polski | 1     | 0    |                        |
| 1955      | Stal Sosnowiec     | I liga        | 18    | 2    | wicemistrz Polski      |
| 1955/1956 | Stal Sosnowiec     | Puchar Polski | 1     | 2    |                        |
| 1956      | Stal Sosnowiec     | I liga        | 18    | 2    |                        |
| 1956/1957 | Stal Sosnowiec     | Puchar Polski | 3     | 0    | ćwierćfinał            |
| 1957      | Stal Sosnowiec     | I liga        | 21    | 2    |                        |
| 1958      | Stal Sosnowiec     | I liga        | 19    | 1    | spadek do II ligi      |
| 1959      | Stal Sosnowiec     | II liga       | 14    | 1    | awans do I ligi        |
| 1960      | Stal Sosnowiec     | I liga        | 22    | 1    |                        |
| 1961      | Stal Sosnowiec     | I liga        | 8     | 1    |                        |
| 1962      | Zagłębie Sosnowiec | I liga        | 3     | 0    | brązowy medal MP       |
| 1962      | Zagłębie Sosnowiec | Puchar Polski | 4     | 0    | zdobycie pucharu       |
| 1962/1963 | Zagłębie Sosnowiec | I liga        | 26    | 0    | brązowy medal MP       |
| 1962/1963 | Zagłębie Sosnowiec | Puchar Polski | 6     | 0    | zdobycie pucharu       |
| 1962/1963 | Zagłębie Sosnowiec | PZP           | 2     | 0    |                        |
| 1963/1964 | Zagłębie Sosnowiec | I liga        | 25    | 0    | wicemistrzostwo Polski |
| 1963/1964 | Zagłębie Sosnowiec | Puchar Polski | 3     | 1    | ćwierćfinał            |
| 1963/1964 | Zagłębie Sosnowiec | PI            | 5     | 0    |                        |
| 1963/1964 | Zagłębie Sosnowiec | PZP           | 3     | 0    |                        |
| 1964/1965 | Zagłębie Sosnowiec | I liga        | 26    | 2    |                        |
| 1964/1965 | Zagłębie Sosnowiec | Puchar Polski | 2     | 0    | brązowy medal MP       |
| 1965/1966 | Zagłębie Sosnowiec | I liga        | 18    | 1    |                        |
| 1965/1966 | Zagłębie Sosnowiec | Puchar Polski | 3     | 0    | ćwierćfinał            |
| 1965/1966 | Zagłębie Sosnowiec | PI            | 6     | 0    |                        |
| 1966/1967 | Zagłębie Sosnowiec | I liga        | 4     | 0    | wicemistrzostwo Polski |
| 1966/1967 | Zagłębie Sosnowiec | Puchar Polski | 1     | 0    | ćwierćfinał            |
| 1966/1967 | Zagłębie Sosnowiec | PI            | 5     | 0    | półfinał               |
|           | suma               | II liga       | ?     | ?    |                        |
|           | suma               | I liga        | 208   | 12   |                        |
|           | suma               | Puchar Polski | ?     | 6    |                        |
|           | suma               | PZP           | 5     | 0    |                        |
|           | suma               | PI            | 16    | 0    |                        |

### Europejskie puchary

#### Puchar Zdobywców Pucharów
| l.p. | Data                 | Miejsce   | Gospodarz          | Przeciwnik         | Rezultat | Rozgrywki | Grał | Uwagi |
| ---- | -------------------- | --------- | ------------------ | ------------------ | -------- | --------- | ---- | ----- |
| 1.   | 12 września 1962     | Budapeszt | Újpest FC          | Zagłębie Sosnowiec | 5:0      | PZP       | 90'  |       |
| 2.   | 26 września 1962     | Sosnowiec | Zagłębie Sosnowiec | Újpest FC          | 0:0      | PZP       | 90'  |       |
| 3.   | 25 września 1963     | Ateny     | Olympiakos SFP     | Zagłębie Sosnowiec | 2:1      | PZP       | 90'  |       |
| 4.   | 2 października 1963  | Sosnowiec | Zagłębie Sosnowiec | Olympiakos SFP     | 1:0      | PZP       | 90'  |       |
| 5.   | 23 października 1963 | Wiedeń    | Olympiakos SFP     | Zagłębie Sosnowiec | 2:0      | PZP       | 90'  |       |

#### Puchar Intertoto
| l.p. | Data            | Miejsce    | Gospodarz           | Przeciwnik          | Rezultat | Rozgrywki | Grał | Uwagi                |
| ---- | --------------- | ---------- | ------------------- | ------------------- | -------- | --------- | ---- | -------------------- |
| 1.   | 23 czerwca 1963 | Jena       | Motor Jena          | Zagłębie Sosnowiec  | 2:0      | PI        | 90'  |                      |
| 2.   | 30 czerwca 1963 | Sosnowiec  | Zagłębie Sosnowiec  | Velež Mostar        | 4:1      | PI        | 90'  |                      |
| 3.   | 7 lipca 1963    | Bratysława | Slovnaft Bratysława | Zagłębie Sosnowiec  | 1:0      | PI        | 90'  |                      |
| 4.   | 14 lipca 1963   | Sosnowiec  | Zagłębie Sosnowiec  | Slovnaft Bratysława | 1:0      | PI        | 90'  |                      |
| 5.   | 28 lipca 1963   | Sosnowiec  | Zagłębie Sosnowiec  | Motor Jena          | 2:0      | PI        | 90'  | mecz przerwany w 74' |
| 6.   | 20 czerwca 1965 | Sosnowiec  | Zagłębie Sosnowiec  | Radnički Nisz       | 5:2      | PI        | 90'  |                      |
| 7.   | 26 czerwca 1965 | Koszyce    | VSS Koszyce         | Zagłębie Sosnowiec  | 4:3      | PI        | 90'  |                      |
| 8.   | 3 lipca 1965    | Sosnowiec  | Zagłębie Sosnowiec  | Empor Rostock       | 2:1      | PI        | 90'  |                      |
| 9.   | 10 lipca 1965   | Sosnowiec  | Zagłębie Sosnowiec  | VSS Koszyce         | 3:0      | PI        | 90'  |                      |
| 10.  | 17 lipca 1965   | Nisz       | Radnički Nisz       | Zagłębie Sosnowiec  | 0:0      | PI        | 90'  |                      |
| 11.  | 23 lipca 1965   | Rostock    | Empor Rostock       | Zagłębie Sosnowiec  | 3:0      | PI        | 90'  |                      |
| 12.  | 19 czerwca 1966 | Sosnowiec  | Zagłębie Sosnowiec  | Karlsruher SC       | 2:1      | PI        | 90'  |                      |
| 13.  | 27 czerwca 1966 | Sosnowiec  | Zagłębie Sosnowiec  | Olimpia Lublana     | 2:1      | PI        | 90'  |                      |
| 14.  | 3 lipca 1966    | Rostock    | Hansa Rostock       | Zagłębie Sosnowiec  | 3:0      | PI        | 90'  |                      |
| 15.  | 9 lipca 1966    | Sosnowiec  | Zagłębie Sosnowiec  | Hansa Rostock       | 6:2      | PI        | 90'  |                      |
| 16.  | 24 lipca 1966   | Karlsruhe  | Karlsruher SC       | Zagłębie Sosnowiec  | 0:1      | PI        | 45'  |                      |

## Kariera reprezentacyjna
W reprezentacji Polski debiutował 25 maja 1958 w spotkaniu z Danią, ostatni raz zagrał w 1962. Łącznie w kadrze wystąpił w siedmiu oficjalnych meczach.
| l.p. | Data                 | Miejsce    | Gospodarz      | Przeciwnik | Rezultat | Rozgrywki  | Grał | Uwagi | Zawodnik klubu     |
| ---- | -------------------- | ---------- | -------------- | ---------- | -------- | ---------- | ---- | ----- | ------------------ |
| 1.   | 25 maja 1958         | Kopenhaga  | Dania          | Polska     | 3:2      | towarzyski | 90'  |       | Stal Sosnowiec     |
| 2.   | 1 czerwca 1958       | Warszawa   | Polska         | Szkocja    | 1:2      | towarzyski | 90'  |       | Stal Sosnowiec     |
| 3.   | 28 czerwca 1958      | Rostock    | NRD            | Polska     | 1:1      | towarzyski | 90'  |       | Stal Sosnowiec     |
| 4.   | 5 października 1958  | Dublin     | Irlandia       | Polska     | 2:2      | towarzyski | 90'  |       | Stal Sosnowiec     |
| 5.   | 14 października 1959 | Madryt     | Hiszpania      | Polska     | 3:0      | el.ME 1960 | 90'  |       | Stal Sosnowiec     |
| 6.   | 29 listopada 1959    | Tel Awiw   | Izrael         | Polska     | 1:1      | towarzyski | 90'  |       | Stal Sosnowiec     |
| 7.   | 28 października 1962 | Bratysława | Czechosłowacja | Polska     | 2:!      | towarzyski | 90'  |       | Zagłębie Sosnowiec |

Ponadto zagrał w 2 meczach reprezentacji Polski B.
| l.p. | Data             | Miejsce   | Gospodarz | Przeciwnik | Rezultat | Rozgrywki  | Grał | Uwagi | Zawodnik klubu |
| ---- | ---------------- | --------- | --------- | ---------- | -------- | ---------- | ---- | ----- | -------------- |
| 1.   | 29 maja 1955     | Łódź      | Polska B  | Rumunia B  | 0:1      | towarzyski | 45'  |       | Stal Sosnowiec |
| 2.   | 14 września 1958 | Budapeszt | Węgry B   | Polska B   | 0:2      | towarzyski | 90'  |       | Stal Sosnowiec |

Zaliczył też 1 oficjalny występ w reprezentacji Polski U-19.
| l.p. | Data             | Miejsce | Gospodarz           | Przeciwnik  | Rezultat | Rozgrywki  | Grał | Uwagi | Zawodnik klubu |
| ---- | ---------------- | ------- | ------------------- | ----------- | -------- | ---------- | ---- | ----- | -------------- |
| 1.   | 1 listopada 1949 | Praga   | Czechosłowacja U-19 | Polska U-19 | 1:0      | towarzyski | 45'  |       | Stal Sosnowiec |

## Kariera trenerska
W 1961 r. po 10 kolejkach jako czynny zawodnik zastąpił Alojzego Sitkę w funkcji trenera w chwili, gdy Stal znajdowała się na 12. miejscu w ligowej tabeli. Mecz rozegrany 1 lipca 1961 pomiędzy Stalą a bydgoską Polonią (6:1) był pierwszym meczem Majewskiego w nowej roli. Ostatecznie po rozegraniu 16 meczów Stal zajęła 7. miejsce, a od nowego sezonu trenerem został Teodor Wieczorek. Drugie podejście do trenera Zagłębia miało miejsce w sezonie 1966/1967. Po zwolnieniu trenera Artura Woźniaka w 21 kolejce, Majewski na 2 mecze objął posadę trenera. Ostatnie trzy mecze sezonu drużynę poprowadził Józef Machnik.
W sezonie 1967/1968 Majewski trenował Zagłębie całą rundę jesienną. Łącznie prowadził drużynę w 31 meczach zdobywając w 1967 wicemistrzostwo Polski. Po wyjeździe do Stanów Zjednoczonych został grającym trenerem polonijnego kluby Chicago Eagles. Po powrocie do Polski trenował Górnik Zagórze. Po połączeniu Górnika Zagórze z Górnikiem Klimontów, w nowo utworzonym Górniku Sosnowiec szkolił młodzież.

## Sukcesy

### Zawodnik
- wicemistrzostwo Polski 1955, 1964 i 1967 ze Stalą i Zagłębiem Sosnowiec
- brązowy medal mistrzostw Polski 1962, 1963, 1965 z Zagłębiem Sosnowiec
- Puchar Polski w 1962 i 1963 z Zagłębiem Sosnowiec
- półfinał Pucharu Intertoto 1967 z Zagłębiem Sosnowiec

### Trener
- wicemistrzostwo Polski 1967 z Zagłębiem Sosnowiec

## Życie prywatne
Był bratem Andrzeja Majewskiego, również piłkarza (Stal Sosnowiec - sezon 1954). Pracował jako rehabilitant w jednym ze szpitali w Katowicach.